# 労働対象
労働対象（ろうどうたいしょう）とは、経済学用語の一つ。これは労働過程において、人間が働きかけることで変化を与えるような対象のこと。原材料、土地、樹木、鉱石などが労働対象に当てはまる。マルクス経済学においては、資本主義社会の資本家は労働対象・労働手段を購入し、これらを雇用された労働者が使用することで商品を生産・販売していき、この過程によって資本家は利潤を得ている。